# Bavtara
Bavtara je pokrivna loputa ali mošnjiček, ki se pritrdi na sprednji del mednožja moških hlač in obdaja genitalni predel. Lahko je privezana z vrvicami, gumbi in drugimi metodami. V 15. in 16. stoletju je bila pomemben modni kos evropskih moških oblačil. V sodobni dobi se oblačilne naprave s podobnimi funkcijami, kot so bavtare, nosijo v nekaterih slogih spodnjega perila, v usnjeni subkulturi in v gledaliških kostumih ter na primer pri izvajalcih rock glasbe in metal glasbenikih. Podobna naprava s togo konstrukcijo, atletska skodelica, se uporablja kot zaščitno spodnje perilo za moške športnike.